# Derek Miller (Schauspieler)
Derek Miller ist ein US-amerikanischer Schauspieler und Drehbuchautor.

## Leben
Miller stammt aus Chicago. Seine Brüder sind die Schauspieler Alex Miller und Graham Miller. Als Kind erhielt er Schauspielunterricht am Piven Theatre Workshop und im Interlochen Arts Camp. Er studierte an der Indiana University System. Dort gründete er die Improvisationstheatergruppe Full Frontal Comedy mit.
Erste Schritte als Fernsehschauspieler machte Miller Anfang der 2000er Jahre in verschiedenen Rollen in der Fernsehserie Scrubs – Die Anfänger. Mitte der 2000er erhielt er Rollen in den Fernsehserien Crossballs: The Debate Show und The Hills: According to Me. 2009 spielte er in 12 Episoden der Fernsehserie Secret Girlfriend die Rolle des Phil. 2011 hatte er eine Rolle im Blockbuster Transformers 3 inne. Von 2012 bis 2013 stellte er eine wiederkehrende Rolle in der Fernsehserie Wedding Band dar. Episodenrollen folgten in den nächsten Jahren in den Fernsehserien Die Goldbergs sowie The Man Who Fell to Earth.
2016 verfasste Miller für die Fernsehserie Dads in Parks das Drehbuch für zwei Episoden. Er schrieb für zwei Episoden der Zeichentrickfernsehserie Das ist Pony! das Drehbuch für zwei Episoden. 2023 erschien der Film Monsternado, für den er das Drehbuch verfasste und eine der Hauptrollen als Matt Radostits mimte.

## Filmografie (Auswahl)

### Schauspiel
- 2001–2002: Scrubs – Die Anfänger (Scrubs, Fernsehserie, 3 Episoden, verschiedene Rollen)
- 2004: Crossballs: The Debate Show (Fernsehserie, Episode 1x01)
- 2008: The Hills: According to Me (Fernsehserie)
- 2009: Secret Girlfriend (Fernsehserie, 12 Episoden)
- 2009: Slotcar (Kurzfilm)
- 2010: Atomic Zoo: Sylvia Plath Car Wash (Kurzfilm)
- 2011: Transformers 3 (Transformers: Dark of the Moon)
- 2011: Rabbit Cop
- 2012: Taking the Edge Off (Kurzfilm)
- 2012–2013: Wedding Band (Fernsehserie, 10 Episoden)
- 2014: Franklin & Bash (Fernsehserie, Episode 4x03)
- 2014: NBC Untitled Sketch Comedy Pilot (Fernsehfilm)
- 2015: Spinder (Fernsehserie)
- 2015: Stay Filthy, Cali (Fernsehserie, Episode 1x05)
- 2015–2016: F'd (Fernsehserie, 2 Episoden)
- 2016: Dads in Parks (Fernsehserie, Episode 1x29)
- 2016: Kings of Con (Fernsehserie, Episode 1x07)
- 2017: Die Goldbergs (The Goldbergs, Fernsehserie, Episode 4x13)
- 2022: The Man Who Fell to Earth (Fernsehserie, Episode 1x01)
- 2022: Area 51 (The Area 51 Incident)
- 2023: Firenado
- 2023: Monsternado

### Drehbuch
- 2016: Dads in Parks (Fernsehserie, 2 Episoden)
- 2021–2022: Das ist Pony! (It’s Pony, Zeichentrickserie, 2 Episoden)
- 2023: Monsternado

## Synchronisationen (Auswahl)
- 2019: Grid (Computerspiel)
- 2022: The Dark Pictures Anthology: The Devil in Me (The Dark Pictures: The Devil in Me, Computerspiel)